# 海恩尼斯 (内布拉斯加州)
海恩尼斯（英語：Hyannis）是一個位於美國內布拉斯加州格蘭特縣的村。根據2010年美國人口普查，該地共人口182人，而該地的面積約為1.35平方千米。同時該地也是格蘭特縣的縣治。

## 地理
海恩尼斯的座標為42°00′03″N 101°45′55″W / 42.00083°N 101.76528°W，而該地的平均海拔高度為1145米（即3757英尺）。